# La Cage aux rossignols
La Cage aux rossignols is een Franse film uit 1945 van Jean Dréville waarop Christophe Barratier zich in 2004 baseerde voor zijn film Les Choristes. In 2004 werd La Cage aux rossignols ook op DVD uitgebracht.
De film vertelt het verhaal van het opleidingsinstituut met het kinderkoor Les Petits Chanteurs à la croix de bois.

## Rolbezetting
| Acteur                                  | Personage                     |
| --------------------------------------- | ----------------------------- |
| Noël-Noël                               | Clément Matthieu              |
| Micheline Francey                       | Micheline                     |
| Roger Krebs                             | Laugier                       |
| Les Petits Chanteurs à la croix de bois | de leerlingen                 |
| Georges Biscot                          | Raymond                       |
| René Génin                              | de vader Maxence              |
| René Blancard                           | meneer Rachin                 |
| Marguerite Ducouret                     | de moeder van Micheline       |
| Marcelle Praince                        | de directrice                 |
| Marthe Mellot                           | Marie                         |
| Georges Paulais                         | meneer Langlois               |
| André Nicolle                           | meneer de la Frade            |
| Richard Francoeur                       | meneer de Mézières            |
| Jean Morel                              | de directeur                  |
| Roger Vincent                           | de academicus                 |
| Michel François                         | Laquerec                      |
| Charles Vissières                       | de oude jongen van het bureau |